# سیارک ۹۶۴۲
سیارک ۹۶۴۲ (به انگلیسی: 9642 Takatahiro، نامگذاری:1994RU) نه هزار و ششصد و چهل و دومین سیارک کشف شده‌است که در ۱ سپتامبر ۱۹۹۴ کشف شد.